# Senepol
O Senepol, uma raça de gado de corte, foi desenvolvido na Ilha Caribenha de St. Croix. O Senepol e proveniente de cruzamentos entre o gado N'Dama, importados no final do século 19 do Senegal, e gado Red Poll. Não possuem chifres, possuem pelos curtos, de cor vermelha, preta ou marrom. O Senepol combina características de tolerância ao calor e resistência a insetos do N'Dama com a natureza dócil, de boa carne e de alta produção de leite do Red Poll .

## História da raça
Sendo mais adequados para climas tropicais do que as raças européias, foi relatado que 60 novilhas e dois touros de N'Dama foram importados para St. Croix do Senegal em 1860 por George Elliot. Este se tornou o núcleo do gado N'Dama, em St. Croix e em 1889, Henry C. Nelthropp, no Granard Estates, foi um dos maiores criadores de N'Dama com 250 bovinos de raça pura. Em 1918, Henry, o filho de Bromley, comprou um touro Red Poll, de Trinadad (que se originou na Inglaterra) para melhorar a capacidade de ordenha das vacas e remover seus longos chifres. Em 1942 outro touro Red Poll  foi comprado, desta vez de St.Thomas.
Os descendentes dos gados misturados foram dispersos por quatro rebanhos principais da ilha. O nome Senepol foi adotado em 1954 e um registro da raça foi criado na década de 1960. Auxiliado pelo Departamento de Agricultura dos Estados Unidos da Faculdade de Serviço de Extensão Ilhas Virgens, começou o teste de desempenho agrícola em 1976. Em 1977, 22 vacas foram levadas para os Estados Unidos e a raça desde então se espalhou entre os estados do sul. 
Existem hoje no Brasil mais de 500 criadores com mais de 14.000 bovinos registrados.
O Senepol é hoje a raça taurina que apresenta maior crescimento no Brasil. Eles também são encontrados na Austrália, África do Sul, Botswana, Namíbia, Venezuela, México, Paraguai, Filipinas, Zimbabwe, Porto Rico e República Dominicana.

## Temperamento
O Senepol é um animal extremamente dócil e tranquilo, de fácil adaptação. É considerado uma das melhores raças bovinas justamente por conta de seu temperamento, que oferece mais segurança e mais facilidade para o manejo e a nutrição, isso acarreta em um alto crescimento de criações da raça em todo o mundo.

## Tolerância ao calor
Pela origem genética aliada a um processo de seleção fechada por séculos nas ilhas caribenhas, o Senepol, tornou-se um indivíduo com alta capacidade de adaptação a diferentes ambientes. Adapta-se a diferentes níveis de manejo da pecuária e encontra alimento em lugares que outras raças dificilmente têm capacidade de obter. Pode sobreviver sem água por vários dias, além de viver bem, em regiões pantanosas, de mata, de cerrado, áridas, de campos quentes ou frios. Os cascos pretos, fortes, e resistentes a todo tipo de solo e topografia favorecem a raça.

## Rusticidade
O Senepol  vem sendo muito utilizado, com muito êxito, para compor genética nos programas de cruzamento industrial. Ao nascimento rapidamente fica em pé, diminuindo problemas com a cria e recria de bezerros, pois o trabalho de manejo é menor. O que favorece maior segurança ao pecuarista, pois o risco de perda do rebanho por qualquer intempérie, ou condição desfavorável de clima e manejo quando comparado a outras raças é bem menor. Criadores têm aumentado o número de animais sobreviventes ao parto quando se introduz o Senepol em seus rebanhos.

## Resistência a ecto e endoparasitas
A raça também apresenta alta  resistência a moscas, apresentando em geral menor contagem de infestação de moscas do que a média do rebanho, por apresentar pelo curto (zero), de alta densidade de fios por 2 cm (porém não é cabeludo como a maioria dos taurinos), o que dificulta o acesso da mosca à pele do animal. Em estudos e pesquisas de contagem da mosca do chifre realizado na Universidade Estadual da Carolina do Norte – USA, em rebanho Angus foi constatado 82% de infestação na contagem de mosca, enquanto animais Senepol cruzados com angus obtiveram contagem de apenas 18% de infestação nas mesmas condições de infestação e manejo.
Na Austrália, a amostra de contagem e carrapatos confirmou menor infestação no Senepol que em qualquer outra raça de corte utilizada naquele país, mesmo quando comparados com Zebu (Brahman) e sintéticos (Santa Gertrudes).

## Genética
A padronização da raça Senepol é marcante desde os animais puros  até os cruzamentos. A grande maioria dos animais apresentam características padrões, seja nas matrizes, novilhas e touros. Isso acontece em virtude do grande poder de transmissão das características genéticas da raça aos bezerros produtos de cruzamento. A padronização predominante é o caráter sem chifre dos animais, pelagem na cor amarela claro à vermelha, e homogeneidade no tamanho, proporcionando assim uma padronização parelha dos produtos, eliminando por completo o animal recessivo. O caráter genético(dominante) da ausência de chifre  faz com que suas crias nasçam naturalmente sem chifres em 95% dos casos em que se cruza com outras raças. Seu gene para pelo zero reduz a presença de animais taurinos peludos no cruzamento industrial no mínimo em 90% dos acasalamentos com outros taurinos.

## O PMGS – Programa de Melhoramento Genético da raça Senepol no Brasil
O PMGS é o programa oficial brasileiro para o melhoramento genético da raça Senepol, coordenado pela ABCB – SENEPOL. Seu pilar de melhoramento genético é comandado pela EMBRAPA-GENEPLUS, que avalia com exclusividade os rebanhos participantes do programa, com base no maior banco de dados existente da raça.

O PMGS surgiu no Brasil como um novo marco estratégico para nortear os trabalhos de cada criador na seleção, no melhoramento e no desenvolvimento da Raça Senepol, com o objetivo principal de aumentar de forma sustentável a sua produtividade e a sua competitividade, especialmente levando-se em conta a procura cada vez maior por reprodutores, o que, infelizmente, faz com que apareçam muitos criatórios falsos, que comercializam animais sem registro e sem garantia de qualidade ao comprador. 